# Campylospermum likimiense
Campylospermum likimiense är en tvåhjärtbladig växtart som först beskrevs av De Wild., och fick sitt nu gällande namn av I.Darbysh. och Kordofani. Campylospermum likimiense ingår i släktet Campylospermum och familjen Ochnaceae. Inga underarter finns listade i Catalogue of Life.